# FanDuel Sports Network North
 (septembre 2021).
Si vous disposez d'ouvrages ou d'articles de référence ou si vous connaissez des sites web de qualité traitant du thème abordé ici, merci de compléter l'article en donnant les références utiles à sa vérifiabilité et en les liant à la section « Notes et références ».
Bally Sports North anciennement Fox Sports North est une chaîne de télévision sportive régionale américaine appartenant à Diamond Sports Group qui diffuse des événements sportifs dans les États du Minnesota, Wisconsin, le nord de l'Iowa, la péninsule supérieure du Michigan et les parties est du Dakota du Nord et du Dakota du Sud.
Fox Sports North possède trois chaines : la chaine « metro » distribuée à Minneapolis-Saint Paul et les environs, la chaîne « outstate » distribuée dans le reste du Minnesota et dans le Dakota du Nord et Sud, Iowa, et la partie ouest du Wisconsin, et la chaine Wisconsin distribuée dans cet état.

## Programmation
La chaine diffuse les matchs des équipes professionnelles suivantes :
- Twins du Minnesota (MLB)
- Timberwolves du Minnesota (NBA)
- Wild du Minnesota (NHL)

ainsi que la couverture des sports collégiaux suivants :
- Golden Gophers du Minnesota (NCAA)
- Western Collegiate Hockey Association
- Bulldogs de Minnesota-Duluth
- Fighting Sioux du Dakota du Nord
- Mavericks de Minnesota State
- Huskies de St. Cloud State